# KartaView
KartaView，先前名為OpenStreetView、OpenStreetCam，是一個收集小至街道等級的众包照片以供改善開放街圖的專案，由Grab營運。收集到的照片是以CC-BY-SA授權的方式發佈，而專案大多數的程式碼也都是開放原始碼的。
貢獻者們利用他們的智慧型手機，安裝其Android或iOS應用程式後就可以開始收集影像。它也可以上傳由其他相機應用程式所拍攝的照片。KartaView應用程式支援使用ODB-II加入偵測器，在車輛上使用GPS時可以改善其影像的定位精確度。此應用程式還可以在照相時即時識別並處理路標。照片被紀錄後就會上傳、處理並發佈到其網站。
上傳後，開放街圖的使用者就可以使用JOSM的外掛程式，或是從iD存取照片。
KartaView的目的類似於Mapillary。兩者主要的相異點是，KartaView的網站與行動裝置應用程式都是開放原始碼的（雖然因為需要其他的專有元件，至少從2017年12月開始就無法正常建構功能正常的開放原始碼應用程式），但Mapillary並沒有。KartaView也讓使用者在不想繼續貢獻的情況下可以更容易地刪除他們先前上傳的照片。

## 歷史
KartaView於2009年建立，當時名為OpenStreetView。2016年時，TeleNav接手openstreetview.org網域並在其下開始了自己的服務。爾後此服務就由一名不願具名的商標持有人更名為OpenStreetCam。
2019年12月12日，TeleNav將OpenStreetCam賣給Grab，但交易金額並未公開。
2020年11月，OpenStreetCam再度更名為KartaView。